# یواس‌اس چیین (ای‌آراس-۲۰)
یواس‌اس چیین (ای‌آراس-۲۰) (به انگلیسی: USS Chain (ARS-20)) یک کشتی بود که طول آن ۲۱۳ فوت ۶ اینچ (۶۵٫۰۷ متر) بود. این کشتی در سال ۱۹۴۳ ساخته شد.